# Boatia albertae
Boatia albertae là một loài bọ cánh cứng trong họ Mordellidae. Loài này được Franciscolo miêu tả khoa học năm 1985. Chúng là loài duy nhất torng chi đơn loài Boatia.